# Oreocharis nemoralis
Oreocharis nemoralis là một loài thực vật có hoa trong họ Tai voi. Loài này được Chun mô tả khoa học đầu tiên năm 1946.